# 澳門冬季花卉展
冬季花卉展（葡萄牙語：Exposição de Flores de Inverno）全稱慶回歸冬季花卉展，2016年開始民政總署在每年12月的主展場龍環葡韻舉辦花卉展覽，希望豐富本澳居民的閒餘活動及增加節慶特色。

## 歷史
為慶祝澳門特區政府成立17周年，民政總署在氹仔龍環葡韻首次舉辦冬季花卉展，佈置方面以綠野花蹤為主題，把展場佈置成極富有童趣的森林樂園，分設為四大主題區域，包括田野風光、蜜蜂樂園、原木森林及蝴蝶花園，各區分別以不同造型的展品作為佈置，展場上種植多種穗形花卉及冬季時花，又配各種色彩鮮豔的花卉，為冬日增添繽紛。現場並設有花蹤秘境花藝展，以華麗而又不失自然的造型花藝，讓群眾感受景觀的視覺。展場設有活動讓市民參與，包括精靈及動植物人體彩繪工作坊、蝴蝶黏土工作坊及森林精靈模特兒表演。
以金丘探秘是2017年冬季花卉展為今年題目，突出珠三角地形特徵之微丘陵地形，用經典中式造園手法，以及中式園林中與『金』字有關的花卉植物妝點花展現場，務求讓群眾在遊覽過程中，體驗屬於珠三角地區之丘陵探秘式自然景觀。展區設計以金丘及探秘兩大主題導向。金丘——由金黃色或用『金』字為名的花卉植物被雕琢成金丘，讓人們可以輕鬆平視角度欣賞花海。探秘——設計上把斷續的燈飾景牆及迂迴的園路穿插進花圃區內，體驗於牆隙之間看與被看的園趣。另一方面，增長了園路，打破原有展場軸對稱的格局，豐富展覽沿途路線，花卉及景觀設施的美態隨欣賞角度及距離變化獲得大大提升。園路劃分每一個小展區會設置特色設施，如瓊樓金闕（休息區）、金蘭之友（鞦韆區）、金相玉質（哈哈鏡區）等，增強互動性。花展在假日會安排多項活動，包括花藝展、花藝比賽、攝影比賽、花藝講座及示範，以及串珠手鏈、籐製品、人體彩繪、花卉印染工作坊。另外，在展覽不同時段亦會加插文娛表演。
2018年花展以玫瑰為主題花，展出逾四萬株花卉，展場面積較以往大四分一。除了三十多種不同花色、種類的玫瑰花外，並配以四季海棠、聖誕花等，各種冬季時花及配襯植物，將展場打造成浪漫的花海景觀。展場分為『光舞迴廊』、『銀樺樹海』、『光影愛城』及『白雲小屋』四大主題展區。透過多組大型的園景設施、花藝裝置，並結合大型燈光組，為居民及遊客帶來充滿浪漫氣息的花卉展覽。現場設有玫瑰的故事圖文展，以及花踪秘境花藝展，讓大眾認識及欣賞玫瑰的不同美態。
冬季花卉展的主角鬱金香品種繁多，色彩繽紛，同一時間在展場呈現，豐富多姿，定令人目不暇給。佈展主題是百香歸來，寓意成千上萬的鬱金香，共同在2019年見證澳門特區回歸二十周年重大慶典。展場佈置方面，龍環葡韻展場共分為三個區域，第一區『光影舞動慶回歸』；第二區『幻彩慶典』；第三區『百香樂園』，有大片鬱金香花海，使人仿如置身花海的彩色世界。配合花展，市政署安排多項以鬱金香為主題的展覽及活動項目，包括鬱金香圖文展、鬱金香花藝展、各式比賽、工作坊、模特兒表演、文娛表演、講座及示範等。
2020年冬季花卉展主題為菊華艷色耀葡韻，展出的菊花品種繁多、色彩繽紛，於龍環葡韻花展場共分為三個區域。第一展區『靜賞華容』：以靜態帶出本次花展的主題菊花及菊藝展品。第二展區『彩菊田園』：現場通過塑造微地形變化，以動態展示，打造色彩繽紛的菊花原野風光。第三展區『菊影迷踪』：與第一、二展區相互連接，以半封閉式、高低不一的綠籬迷宮方式，為本澳居民特別是小朋友提供樂趣和驚喜。
以百合花為2021年的主題，在主展場展示一系列活潑的花海，並於全澳主要公園及綠化帶擺放百合花及節日花卉，務求歡樂氣氛覆蓋全城。百合花品種繁多、色彩繽紛，為配合設計主題百年好合，龍環葡韻花展場分為三個區域。第一展區『閃爍甜心』：以有趣浪漫的裝飾營造活潑氣氛，以各種心形打卡裝置及綠牆打造甜心主題樂園；第二展區『情牽一線』：採用點線結合的動線，引導人們穿過多年生花卉自然風景區，繽紛的旗幟和五彩斑斕的花朵為遊人帶來視覺衝擊和愉悅心情，使人樂在其中；第三展區『浪漫之森』，設定一系列以漫步欣賞、休憩等輕鬆活動，全區以大範圍花卉圖案為主，亦有野營郊遊等裝飾，引導人們駐足欣賞。
以漫遊瑪麗為主題舉辦冬季花卉展。龍環葡韻展示充滿浪漫氛圍、休閒步調的神秘園境，同時在全澳主要公園及綠化帶擺放瑪格麗特(即木春菊)及節日花卉，令節日氣氛覆蓋全城。2022年花展主題花——瑪格麗特品種繁多，色彩繽紛，整個展覽結合漫遊歐式花園為環境敘事的構想，適逢2023年農曆年為兔年，參觀者可以在層層疊疊的花叢中，發現一連串與花園及兔子相關的趣事。由入口至中心的佈局，由自然式花卉景觀，過渡式花壇，最終到達規整對稱的莊園迷宮，延長遊覽路線，提升園趣。
市政署以原始星球作為2023年的題材，在龍環葡韻以球狀花卉作主題佈置，帶領居民和旅客在模擬的原始和星球環境中來回穿梭，開展別具韻味的探索之旅。主展場分為原始區和星球區兩個區域。探索者由『圓』開始前進，首先進入川流不息的『原』始七彩花田，兩旁有巨型樹幹及闊葉植物，經過枝條狀的拱門，就會發現層次豐富的球狀植物組景。如繼續向前行，當到達水池中央的星球，便打開另一個空間，再穿越一道又一道的圓形時光拱門，就來到神奇的星雲地帶，那裡的軌道環相互交織，上方飄浮着七彩氣球，四周則擠滿巨型球狀植物。位於正中央的星球，彷彿會在進入後瞬間消失，令整個旅程充滿神秘感。
為慶祝澳門回歸二十五周年，市政署於氹仔龍環葡韻設置主題花展，花展主題為回歸的旋律，以祥紋為主要構成元素，用各色大麗花為主題花，配襯其他品種花卉，以絢麗的花卉營造視覺張力。展場並設置六個打卡節點和多個精緻的花境，其中的荷花古船造景，象徵着澳門沿海貿易的起源，也代表着澳門深厚的中華文化根基。回環裝置以及貫穿場地的音樂符號，寓意澳門獨特的文化與藝術氛圍。除龍環葡韻花展場外，全澳多處佈置節慶花壇，為各區增添亮麗的風景，讓大眾感受澳門回歸的喜悅。

## 歷屆花卉節
| 年份 | 舉辦日期               | 花展主題       | 主題花               | 盆栽數量 | 備注                           |
| ---- | ---------------------- | -------------- | -------------------- | -------- | ------------------------------ |
| 2016 | 12月17日至2017年1月8日 | 綠野花蹤       | 穗狀花卉             | ——       |                                |
| 2017 | 12月15日至2018年1月7日 | 金丘探秘       | 以『金』字為名的花卉 | 13000盆  |                                |
| 2018 | 12月14日至2019年1月6日 | 浪漫愛城       | 玫瑰花               | 40000株  |                                |
| 2019 | 12月13日至2020年1月5日 | 百香歸來       | 鬱金香               | 200000株 |                                |
| 2020 | 12月18日至2021年1月3日 | 菊華艷色耀葡韻 | 菊花                 | 30000盆  |                                |
| 2021 | 12月17日至2022年1月2日 | 百年好合       | 百合花               | 28000盆  |                                |
| 2022 | 12月16日至2023年1月1日 | 漫遊瑪麗       | 瑪格麗特             | 38000盆  |                                |
| 2023 | 12月15日至31日         | 原始星球       | 球狀花卉             | 38000盆  | 展期長度首次不跨年             |
| 2024 | 12月14日至2025年1月5日 | 回歸的旋律     | 大麗花               | ——       | 活動名稱改為『慶回歸主題花展』 |

## 外部連結
- 市政署官方網站 （页面存档备份，存于）
- 澳門自然網官方網站